# 理查德·道金斯
克林顿·理查德·道金斯，FRS, FRSL（英語：Clinton Richard Dawkins；1941年3月26日—)，英国演化生物学家、动物行为学家、科學傳播者、作家，1990年任牛津大学動物學正教授，1995-2008年任西蒙尼公众理解科学教授。还是英国皇家学会会员，英国皇家文学学会会员。
道金斯1976年出版名著《自私的基因》，引起广泛关注。书中阐述了以基因为核心的演化論思想，将一切生物类比为基因的生存机器，并引入了“模因”概念。后来又出版了《延伸的表现型》、《盲眼钟表匠》、《上帝错觉》等书，宣扬演化论，反对神创论。在科学家里，道金斯以其直言不諱的語氣和科學求證的態度挑戰「神創造世界」宗教概念而聞名。他同美国哲学家丹尼尔·丹尼特、神经科学家山姆·哈里斯和英裔美籍作家克里斯托弗·希钦斯同稱“新无神论四骑士”。

## 生平
1941年3月26日，道金斯生于非洲肯尼亚奈洛比省内罗毕市。他的父亲克林顿·约翰·道金斯（Clinton John Dawkins）是英属尼亚萨兰的农业公务员，二战时期效命于英王非洲步枪团（King's African Rifles）驻扎在肯尼亚。1949年，8岁的道金斯随父母举家迁回英国。道金斯的父母对自然科学有浓厚兴趣，由此深深影响了年幼的道金斯。道金斯从小受“普通的圣公会式教养”，虽然9岁时就曾怀疑上帝的存在，但当时并没有接受无神论。而青年时期的道金斯认为演化論用来解释生命的复杂性更为合理，因此正式成为无神论者。
道金斯在1954至1959年间就读于奥多中学（Oundle School），之后入读牛津大学贝利奥尔学院并于1962年获得动物学学士学位，师从诺贝尔生理医学奖得主、著名动物行为学家尼可拉斯·庭伯根。 此后数年，道金斯作为庭伯根的研究生，于1966年分别获得了牛津大学文学硕士、哲学博士以及科学博士学位。获得哲学博士学位后，道金斯成为了美国伯克利加州大学的助理教授，1970年返回牛津大学任职讲师，并成为牛津大学新学院的资深研究员。6年后，道金斯出版了他的成名作品《自私的基因》，并又后续出版多部科普书籍。
1990年，道金斯获得牛津大学正式教授名誉，1995年成为牛津史上第一位“查尔斯·西蒙尼科普教授”直至2008年卸任。道金斯曾担任皇家学会法拉第奖、英国学院电视奖等奖项的评委，并出任英国科学协会主席。2004年，牛津贝利奥尔学院设定了“道金斯奖”用以表彰对用珍稀物种的生态和行为研究有重大贡献的人士。

## 科学研究

### 以基因为演化单元的演化論
他认为演化的驱动力不是生物个体、族群或种群，而是“复制者”（replicator），包括基因（生物体先天的生理、解剖构造和本能等“硬件”和“固件”的传承单位）和迷因（后天的行为和文化资讯等“软件”的传承单位）。基因是细胞内决定某一生物体的性状的遗传物质。道金斯认为基因演化的单元，也是生物体的原动力：自私并且只对自己的生存和繁殖感兴趣。他认为行为和生理机能可以由基因的永久性来解释。我们只是自己基因的生存机器和传播媒介，是一套“生存机器”（survival machine），而这些“机器”的价值体现于是否能够提高基因存活与繁衍的成功率。道金斯还解释说即使那些看起来利他（altruistic）的行为都符合这个“自私”的模式。比方说，既然子女会有一半的基因和母亲的相同，如果一位母亲会牺牲自己的生命来保护她的孩子，那么她的基因就会继续存活下去。因此，她看来无私的行为实际只是基因（即“复制者”）利用生存机器确保自己的复制体更可能存活下去的一个策略。

### 迷因
理查德·道金斯在他的第一本书《自私的基因》中提出迷因学说。“迷因”类似作为遗传因子的基因，为文化的繁衍因子，也经由复制（模仿）、变异与选择的过程而演化。举例而言，某个人类大脑中的观念（迷因），经由模仿或是学习复制到不同人的大脑中。而经过复制的观念并不会与原来观念完全相同，因此产生变异。这些相似但是有所不同的观念，则在散布时互相竞争，因此出现类似天择的现象。

## 批判宗教
理查德·道金斯是当代最著名的无神论者之一，他崇尚科学与理智并批评世界上所有的宗教都是人类制造的骗局。他引用哲学家罗素的比喻，认为信仰上帝就如同相信有一把茶壶在绕火星飞行，虽然我们不能证明上帝和茶壶并不存在，但是他们存在的几率却是微乎其微。而对于“智能设计”的创建者声称其为科学，道金斯表明没有证据显示上帝的存在。达尔文的演化论是至今为止唯一能够解释物种起源的科学理论，创世论与智能设计并不是科学，因为他们缺乏证据；说上帝创造了万物并不能解决任何问题，因为我们无法解释上帝的存在。
道金斯在他富有争议的畅销书《上帝错觉》中指出相信上帝的存在不仅仅是错误的，也会导致社会之间的隔阂、压迫、歧视和误解，同时宗教也是战争、恐怖袭击、性歧视等一系列问题的元凶之一。道金斯认为信仰会使人远离理性与科学。他在书中指出基督教《旧约》中的上帝是一个妒嫉心强、非正义、歧视同性恋、喜好杀人等等使人憎恨的恶霸。道金斯在书中批驳有神论者的各种观点，并解释美国的开国元勋们其实十分厌恶基督教。

## 主要作品
|    | 书籍名称                               | 英文书名                                                           | 出版年份                                                 | 合著者 |
| -- | -------------------------------------- | ------------------------------------------------------------------ | -------------------------------------------------------- | ------ |
| 1  | 《自私的基因》                         | The Selfish Gene                                                   | 1976（初版）、1989(再版)、2006（第三版）、2016（第四版） |        |
| 2  | 《延伸的表现型》                       | The Extended Phenotype                                             | 1982（《自私的基因》再版时作为13-15章加入）              |        |
| 3  | 《盲眼钟表匠》                         | The Blind Watchmaker                                               | 1986                                                     |        |
| 4  | 《伊甸園外的生命長河》                 | River Out of Eden                                                  | 1995                                                     |        |
| 5  | 《攀登不可能山峰》                     | Climbing Mount Improbable                                          | 1996                                                     |        |
| 6  | 《解析彩虹》                           | Unweaving the Rainbow                                              | 1998                                                     |        |
| 7  | 《恶魔的教士》                         | A Devil's Chaplain                                                 | 2003                                                     |        |
| 8  | 《祖先的故事》                         | The Ancestor's Tale                                                | 2004                                                     | 黃可仁 |
| 9  | 《上帝错觉》                           | The God Delusion                                                   | 2006（初版）、2016(再版)                                 |        |
| 10 | 《地球上最伟大的表演：演化的证据》     | The Greatest Show on Earth: The Evidence for Evolution             | 2009                                                     |        |
| 11 | 《什麼才是真的？：真實世界的神奇魔力》 | The Magic of Reality: How We Know What's Really True               | 2011                                                     |        |
| 12 |                                        | An Appetite for Wonder: The Making of a Scientist                  | 2013                                                     |        |
| 13 |                                        | Brief Candle in the Dark: My Life in Science                       | 2015                                                     |        |
| 14 |                                        | Science in the Soul: Selected Writings of a Passionate Rationalist | 2017                                                     |        |
| 15 | 《道金斯科学入门》                     | Outgrowing God: A Beginner's Guide                                 | 2019                                                     |        |

|   | 纪实片名称              | 英文名                       | 制作年份 |
| - | ----------------------- | ---------------------------- | -------- |
| 1 | 《好人吃香》            | Nice Guys Finish First       | 1987     |
| 2 | 《盲眼钟表匠》          | The Blind Watchmaker         | 1987     |
| 3 | 《成长于宇宙中》        | Growing Up in the Universe   | 1991     |
| 4 | 《打破科学壁垒》        | Break the Science Barrier    | 1996     |
| 5 | 《万恶之根源？》        | The Root of All Evil?        | 2006     |
| 6 | 《理性的敌人》          | The Enemies of Reason        | 2007     |
| 7 | 《查尔斯·达尔文的天才》 | The Genius of Charles Darwin | 2008     |
| 8 | 《信仰学校之威胁》      | Faith School Menace          | 2010     |

## 职业生涯
- 1967年 伯克利加州大学动物学助理教授
- 1970年 牛津大学贝利奥尔学院动物学讲师
- 1976年 《自私的基因》一书出版
- 1995年 牛津大学科学教育讲座首席教授
- 1997年 英国皇家文学会会士
- 2001年 英国皇家学会会士[31]

## 稱號、荣誉、學會會員
由於19世紀的知名演化論支持者T.H.赫胥黎有『達爾文的鬥牛犬』（Darwin's Bulldog）之稱，因此他也獲得了“达尔文的罗威那斗犬”（Darwin's Rottweiler）這稱號。现任英国人文主义协会副主席，并担任英国皇家学会会士、英国皇家文学会会士同英国世俗公会荣誉会员。理查德·道金斯获得荣誉包括:
- 洛杉矶时报文学奖
- 英国皇家文学会奖
- 英国皇家学会法拉第奖（Michael Faraday Award）
- 意大利共和国总统奖章 [32]
- 英国人文主义协会奖（英语：British Humanist Association）[33]

## 私生活
理查德·道金斯共结过三次婚。1967年8月19日，道金斯与动物行为学同事玛丽安·斯坦普（Marian Stamp）结婚，后于1984年离婚。同年6月1日，道金斯和伊芙·巴拉姆（Eve Barham）结婚并有一女，数年之后二人离婚。1992年，道金斯通过好友道格拉斯·亚当斯结识女演员拉拉·沃德（Lalla Ward）并于同年结婚。

## 對道金斯的批评
- 美国牧师、神学家和基督教护教士蒂姆·凯勒（英语：Tim Keller (pastor)）認爲:
  - 道金斯對基督信仰的論點被視為是一種「強烈理性主義」，亦即一個命題若無法被證明，那該命題無法被信任。[35]:117-118
  - 道金斯在由研究數據進行推論的方法有問題。舉例來說，他曾表示1998年NASA只有7%的科學家相信獨一真神，進而推論愈是有理性智慧的人愈不可能相信上帝。然而，在該次調查中，實際上由於提問的問題，根本無法判斷不相信獨一神與理性之間的關係，例如有的人之所以不信，是因為個人過去經驗，而非知識導致；此外，該問卷也無法判斷被提問者是否是泛神論、多神教、無神論者[35]:89-99。
  - 但是，美国历史学家、作家和活动家理查德·卡里尔（英语：Richard Carrier）對蒂姆·凯勒許多觀點做了詳細的反駁，並認爲他在説謊。[36]
- 福音派新教的捍卫者、基督教牧师和神學家拉维·撒迦利亚評說, 道金斯在其著作《伊甸園外的生命長河》[37]中有著這世界沒有任何邪惡、良善的言論，道金斯和其他懷疑論者基於自己否定神的存在，進而否定客觀道德的存在，為了逃避善神與邪惡並存的問題，結果製造更多矛盾問題[38]:160-161。
- 儘管自稱支持女權主義，但是他曾經說過一些根本上歧視女性的話語[39][40]，甚至直接攻擊女權主義的活動家是穿著尼卡布的女人[41]，因而反而被許多女權主義者視為披著反宗教外衣的反女權主義者。
- 2021年，因歧視跨性别者而被撤回了25年前美国人文主义者协会授予的年度人文主义者奖[42]。

## 引用文献
1. ↑  . London: Royal Society.   [23 April 2016]. （原始内容存档于10 March 2016）.
2. ↑  Dawkins, Richard. . New York, New York: Harper Collins. 2013: 271–283, 287–294. ISBN 978-0-06-231580-9.
3. ↑  Grafen 2006，第67頁.
4. ↑  Grafen 2006，第66頁.
5. ↑  Dawkins, Richard. . New York: W. W. Norton & Company. 1986: xvii. ISBN 978-0-393-31570-7.
6. ↑  Grafen 2006，第3頁.
7. ↑  Grafen 2006，第14頁.
8. ↑  Grafen 2006，第27頁.
9. ↑  Grafen 2006，第50頁.
10. ↑  Grafen 2006，第101頁.
11. ↑  Grafen 2006，第125頁.
12. ↑  Grafen 2006，第130頁.
13. 1 2  Grafen 2006，第191頁.
14. ↑  Grafen 2006，第203頁.
15. ↑  Grafen 2006，第213頁.
16. ↑  Grafen 2006，第227頁.
17. ↑  Grafen 2006，第236頁.
18. ↑  Grafen 2006，第243頁.
19. ↑  Grafen 2006，第248頁.
20. ↑  Grafen 2006，第255頁.
21. ↑  Grafen 2006，第265頁.
22. ↑  Grafen 2006，第270頁.
23. ↑  （英文）. Biography Base.   [2009-08-20]. （原始内容存档于2020-11-12）.
24. ↑  . amazon.cn.
25. ↑  （英文）. Woopidoo.com.   [2009-08-20]. （原始内容存档于2009-02-19）.
26. ↑  道金斯与迷因 的存檔，存档日期2011-06-23.
27. ↑  . 中国公众科技.[永久]
28. ↑  . 書屋. （原始内容存档于2015-09-24）.
29. ↑  （英文）. richarddawkins.com. （原始内容存档于2008-02-13）.
30. ↑  道金斯书籍以及简介 的存檔，存档日期2008-02-13.
31. ↑  道金斯职业生涯 的存檔，存档日期2006-02-07.
32. ↑  .   [2009-08-20]. （原始内容存档于2009-02-19）.
33. ↑  .   [2009-08-20]. （原始内容存档于2009-06-12）.
34. ↑  .   [2009-08-20]. （原始内容存档于2020-11-12）.
35. 1 2  Timothy Keller.  [我為什麼相信]. ISBN 978-986-179-378-8 （中文（繁體））.
36. ↑  .   [2021-12-17]. （原始内容存档于2021-12-17）. Lying by Omission..., Lying about Miracles...， Lying about Statistics...， Lying about Christian Beliefs...， Lying about the Bible..
37. ↑  Richard Dawkins.  [伊甸園外的生命長河]. 楊玉齡譯. 天下文化. ISBN 9576212634.
38. ↑  Ravi Zacharias.  [眾神之上]. ISBN 978-9-869-45378-3.
39. ↑  .   [2021-03-30]. （原始内容存档于2020-03-04）.
40. ↑  .   [2021-03-30]. （原始内容存档于2021-02-27）.
41. ↑  .   [2021-03-30]. （原始内容存档于2020-11-09）.
42. ↑  .   [2021-04-22]. （原始内容存档于2021-04-25）.